# Roscoelita

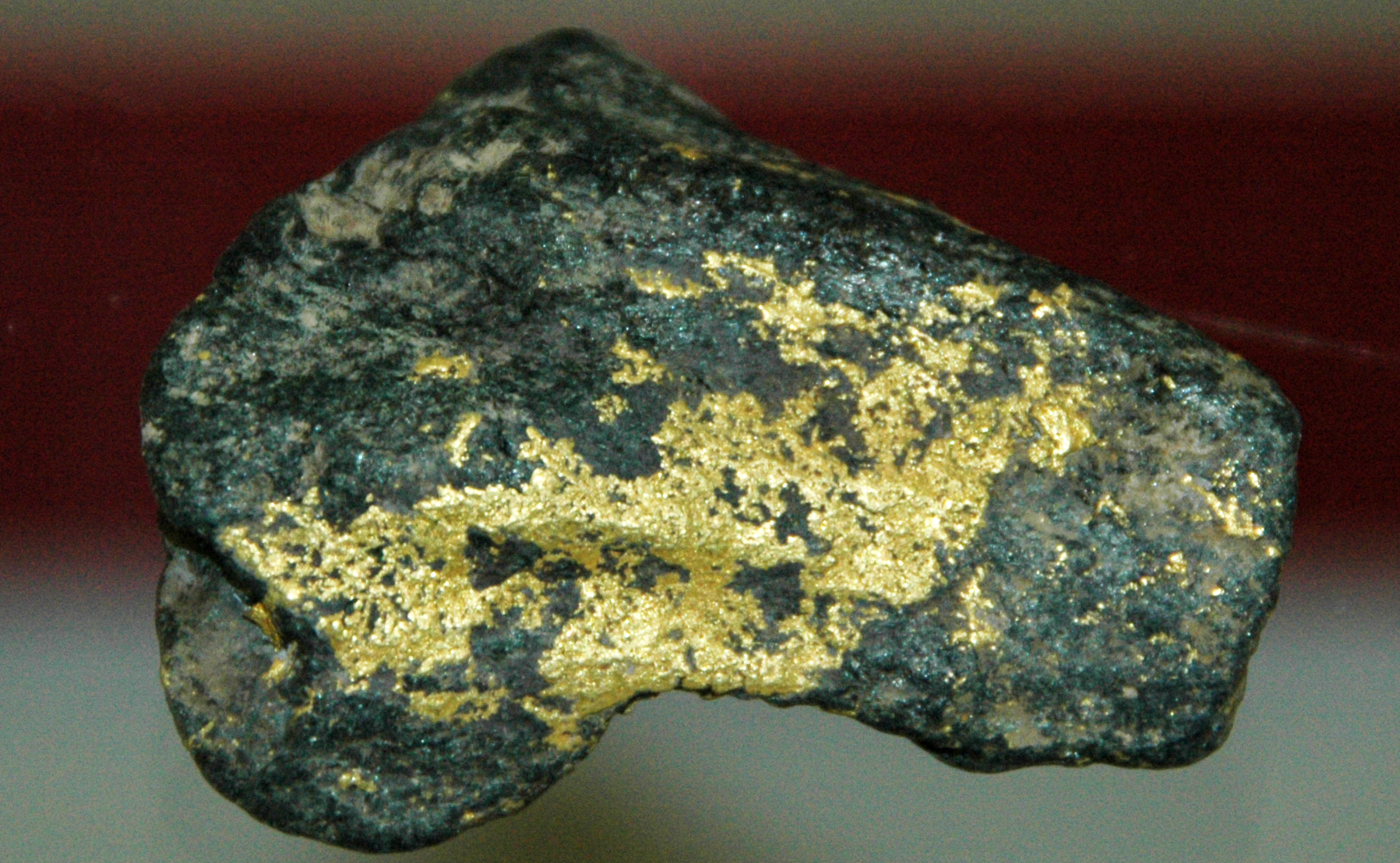
Roscoelita e ouro

Roscoelita é um mineral verde do grupo das micas que contém vanádio. A fórmula química é K (V3+, Al, Mg) 2AlSi3O10(OH)2. Cristais de roscoelita assumem a forma monoclínica e são do grupo pontual 2/m. A aparência é semitransparente a translúcida, de cor marrom-oliva a marrom-esverdeada. O brilho é perolado. O mineral apresenta pleocroísmo com X apresentando coloração verde-marrom, e os eixos Y e Z apresentando coloração verde-oliva. O mineral recebeu esse nome em homenagem a Henry Enfield Roscoe, que foi o primeiro a produzir o metal vanádio.

## Propriedades físicas
É macio e a densidade é de 2,93±0,01. A célula unitária tem dimensões
um = 526 PM
b = 909 PM
c = 1025 PM,
com um ângulo entre eixos de β=101,0°. A distância entre o cátion tetraédrico e o átomo de oxigênio é 164,1 pm, A distância do cátion ao oxigênio no plano octaédrico é 202 PM.

## Formação
Dois tipos de depósitos minerais contêm roscoelita: depósitos epitermais de baixa temperatura de ouro-prata - telúrio, onde ocorre junto com quartzo, fluorita, pirita e carbonatos, ou minérios oxidados de urânio-vanádio de baixa temperatura em rochas sedimentares, onde ocorre com corvusita, hewettita, carnotita e tyuyamunita. A roecoelita é considerada um mineral impuro e sem valor quando encontrada com ouro.
Na mina Mt. Kare, na Nova Guiné, o mineral ocorre com ouro e é um importante gerador de depósitos de ouro. A temperatura do fluido geotérmico que depositou a roscoelita foi de 127 a 167 ºC. O fluido continha um alto nível de sal e também continha dióxido de carbono, metano, sulfeto de carbonila e outras pequenas quantidades de elementos formadores de rocha.

## Ocorrência
O mineral foi encontrado em vários lugares nos Estados Unidos, Austrália, Japão, Gabão, Fiji, Nova Guiné e República Tcheca.